# Libnotes (Libnotes) chrysophaea
Libnotes (Libnotes) chrysophaea is een tweevleugelige uit de familie steltmuggen (Limoniidae). De soort komt voor in het Oriëntaals gebied.